# 迁安市
迁安市是中华人民共和国河北省的一个县级市，由唐山市代管，位于唐山东北部。迁安市为较具实力的县级市之一，先后被批准为“国家卫生城市”、“国家级生态示范区”、国家绿化模范县（市）、“国家可持续发展实验区”与“国家园林城市”。面积1208平方公里，市人民政府駐永順街道鋼城大街與燕山南路交會處。

## 历史沿革
汉置令支县，属幽州辽西郡；辽天赞二年（923年），自定州安喜县徙俘户安置于今迁安地，称安喜县；金大定七年（1167年）改迁安县，属中都路平州；1996年10月升为迁安市。

## 人口
2022年末，迁安市总户数23.1万户，户籍总人口77.6万人，其中男性人口39.9万人，女性人口37.7万人。全年出生3470人，出生人口性别比114.20，人口出生率4.6‰。
根据(河北省)唐山市第七次全国人口普查公报显示迁安市常住人口为776752人，年龄结构中0-14岁占比22.03%，15-59岁占比59.21%，60岁以上占比18.76%，65岁以上占比12.69%。

## 地理
迁安市位于燕山南麓，滦河岸边，东西跨度39千米，南北纵距45千米。地理坐标为东经118°26′至118°55′，北纬39°51′至40度15′之间。属暖温带、半湿润季风性气候。全年平均气温11.5度，降水量711.9毫米。

## 行政区划
迁安市下辖4个街道办事处、17个镇：
永顺街道、兴安街道、滨河街道、杨店子街道、夏官营镇、杨各庄镇、建昌营镇、赵店子镇、野鸡坨镇、大崔庄镇、蔡园镇、马兰庄镇、沙河驿镇、木厂口镇、上射雁庄镇、太平庄镇、扣庄镇、大五里镇、五重安镇、彭店子镇和阎家店镇。

## 经济
2010年，迁安综合竞争力位居河北省各县（市）的首位，全国县域经济百强县（市）的第廿四位。2009年，迁安市GDP总量407.1亿元（合59.6亿美元），财政收入71.6亿元（合10.5亿美元），其中地方一般预算财政收入22.93亿元（合3.36亿美元），人均GDP为54,350元（合7,956美元），城镇居民人均可支配收入19,750元（合2,891美元），农民人均纯收入9,240元（合1,353美元）。

## 交通
迁安铁路交通通达，境内津秦客运专线、京哈铁路、大秦铁路横贯东西，分别在迁安建有客、货运站。
- 高速铁路：津秦客运专线
- 普速铁路：津山铁路、大秦铁路
- 公路： 京哈高速、 102国道、 252省道、 363省道